# Bill Wight
William Robert "Bill" Wight, född den 12 april 1922 i Rio Vista i Kalifornien, död den 17 maj 2007 i Mount Shasta i Kalifornien, var en amerikansk professionell basebollspelare som spelade tolv säsonger i Major League Baseball (MLB) 1946–1953 och 1955–1958. Wight var vänsterhänt pitcher.
Wight spelade för New York Yankees (1946–1947), Chicago White Sox (1948–1950), Boston Red Sox (1951–1952), Detroit Tigers (1952–1953), Cleveland Indians (1953 och 1955), Baltimore Orioles (1955–1957), Cincinnati Redlegs (1958) och St. Louis Cardinals (1958). Han spelade totalt 347 matcher i MLB och var 77–99 (77 vinster och 99 förluster) med en earned run average (ERA) på 3,95 och 574 strikeouts på 1 563,0 innings pitched.